# Joseph Choy
Joseph Choy est un joueur français de rugby à XV, né le 19 août 1905 à Homps, décédé le 1er juin 1990 à Carcassonne, de 1,80 m pour 92 kg, ayant évolué au poste de pilier (et en sélection nationale) ou de deuxième ligne au RC Narbonne, gérant une station service en ville. Peu avant la Seconde Guerre mondiale, il passa à l'AS Carcassonne XIII (en 1938, date de naissance du club).

## Carrière
- 10 sélections (+ 1 non off.) en équipe de France A, de 1930 à 1936 (du fait du retrait de la France du Tournoi des Cinq Nations en 1932, ses 5 dernières sélections de 1933 à 1936 ont été disputées face à un seul pays : l'Allemagne).
- Second du tournoi des 5 Nations : en 1930 (vainqueur des irlandais sur leur terre cette année-là) et 1931.
- Vice-champion de France en 1932 et 1933 (il est le capitaine malheureux de Narbonne lors de ces deux premières finales du club, disputées aux côtés de François Lombard).

### Rugby à XIII

#### En club
| Saison    | Saison      | Championnat           | Championnat | Championnat | Championnat | Championnat | Championnat | Championnat |
| Saison    | Saison      | Compétition           | M           | Pts         | Ess.        | Buts        | Dp.         |             |
| --------- | ----------- | --------------------- | ----------- | ----------- | ----------- | ----------- | ----------- | ----------- |
| 1938-1939 | Carcassonne | Championnat de France | ?           | -           | -           | -           | -           |             |